# Liga Femenina de Voleibol Argentino
La Liga Femenina de Voleibol Argentino es el máximo torneo de vóley femenino de la Argentina. El equipo campeón clasifica al Sudamericano de Clubes Campeones de Voleibol Femenino. Desde el 2003 es gestionada por la FeVA. 
El actual campeón es Club de Gimnasia y Esgrima La Plata tras derrotar a Estudiantes de La Plata en la final de 2025. Boca Juniors es el equipo que más veces ganó el torneo con un total de ocho títulos. Boca es también el equipo que más veces jugó la final de la liga con 16 participaciones (8 subcampeonatos).

## Historia
La Liga es gestionada por la FeVA desde 2003. Desde entonces, han participado equipos de varios puntos del país, llegando a disputarla incluso equipos extranjeros, como Bohemios de Uruguay en la temporada 2007-08. A lo largo de sus años ha variado la cantidad de equipos participantes, llegando hasta un máximo de 16 en 2013-14 y un mínimo de 4 en 2011-12.
En febrero de 2024 se anunció el paso a una estructura de tres categorías nacionales en la rama femenina, tal como existe en su contraparte masculina. Según el comunicado de la FeVA, a partir de 2025 la Liga Femenina sería rebautizada como Superliga, contando con los 14 mejores equipos de la edición 2024 más los dos ascensos de la Liga Federal del mismo año. La segunda categoría sería ahora conocida como Liga Nacional Femenina, y estaría compuesta por los equipos que ocuparon del 3° al 16° lugar en la Liga Federal 2024, más la Selección Argentina Juvenil y el descendido de la LAF.En julio de 2024 la FeVA emitió un nuevo comunicado en el que mantienen la nueva estructura de tres categorías pero manteniendo el nombre de Liga Argentina Femenina para la divisional superior, Liga Nacional Femenina para la segunda categoría, y Liga Federal para la tercera.

## Modo de disputa
La liga es la etapa final de una serie de enfrentamientos previos clasificatorios. En una fase regular, los equipos de distintos puntos del país disputan entre ellos la clasificación a la etapa final (playoffs). Durante cada temporada se sortean las localías de cada equipo para la fase regular y se juega en formato de weekend (2 partidos por fecha). Para los playoffs solo clasifican los mejores 8 equipos de la fase regular y se enfrentan entre sí en cuartos de final (1ero vs 8vo, 2do vs 7mo, 3ro vs 6to, 4to vs 5to). Las series son al mejor de 3 partidos comenzando siendo local el equipo peor clasificado durante la fase regular, para luego jugarse el segundo y tercer partido (de ser necesario) en la localía del equipo mejor clasificado.

## Equipos participantes
Los equipos que participarán en la edición 2023 de la Liga son:
- Boca Juniors (Ciudad de Buenos Aires)
- River Plate (Ciudad de Buenos Aires)
- Ferro (Ciudad de Buenos Aires)
- San Lorenzo de Almagro (Ciudad de Buenos Aires)
- Estudiantes de La Plata (La Plata)
- Gimnasia y Esgrima La Plata (La Plata)
- Banco Provincia (La Plata)
- San José (San José)
- Villa Dora (Santa Fe)
- Club Náutico Sportivo Avellaneda (Rosario)
- CEF 5 (La Rioja)
- Club Tucumán de Gimnasia (San Miguel de Tucumán)
- Selección Argentina de Menores
- Matanza Deportes (La Matanza)
- Universidad Nacional de La Matanza (UNLaM)

## Estadísticas

### Campeones
Nota: todas las finales, salvo las indicadas, fueron al mejor de varios partidos.
| Temporada | Campeón                            | Final                              | Subcampeón                         | Organizador                      |
| --------- | ---------------------------------- | ---------------------------------- | ---------------------------------- | -------------------------------- |
| 1996-97   | GEBA (1)                           | 3 - 2                              | Boca Juniors                       | Federación Argentina de Voleibol |
| 1997-98   | GEBA (2)                           | 3 - 2                              | Boca Juniors                       | Federación Argentina de Voleibol |
| 1998-99   | River Plate (1)                    | 3 - 1                              | Club Náutico Hacoaj                | Federación Argentina de Voleibol |
| 1999-00   | Gimnasia (La Plata) (1)            | 3 - 0                              | Club Náutico Hacoaj                | Federación Argentina de Voleibol |
| 2000-01   | Gimnasia (La Plata) (2)            | 3 - 0                              | Asociación Bancaria                | Federación Argentina de Voleibol |
| 2001-02   | Universidad de Buenos Aires (1)    | 3:2                                | Gimnasia LP                        | Federación Argentina de Voleibol |
| 2002-03   | Gimnasia (La Plata) (3)            | 3:1                                | Boca Juniors                       | Federación Argentina de Voleibol |
| 2003-04   | GEBA (3)                           | 2 - 0                              | Banco Nación                       | FeVA                             |
| 2004-05   | River Plate (2)                    | 2 - 0                              | Gimnasia LP                        | FeVA                             |
| 2005-06   | River Plate (3)                    | 3 - 1                              | Banco Nación                       | FeVA                             |
| 2006-07   | River Plate (4)                    | 3 - 0                              | Banco Nación                       | FeVA                             |
| 2007-08   | Banco Nación (1)                   | 3 - 1                              | Boca Juniors                       | FeVA                             |
| 2008-09   | Banco Nación (2)                   | 3 - 1                              | Boca Juniors                       | FeVA                             |
| 2009-10   | Banco Nación (3)                   | 3 - 0                              | Boca Juniors                       | FeVA                             |
| 2010-11   | Boca Juniors (1)                   | 3 - 0                              | Club Bell Voley                    | FeVA                             |
| 2011-12   | Boca Juniors (2)                   | 3 - 0                              | Estudiantes de Paraná              | ACLAV / FeVA                     |
| 2012-13   | Vélez Sarsfield (1)                | 3:0                                | Boca Juniors                       | ACLAV / FeVA                     |
| 2013-14   | Boca Juniors (3)                   | 3:0                                | Vélez Sarsfield                    | ACLAV / FeVA                     |
| 2014-15   | Boca Juniors (4)                   | 3:0                                | Villa Dora                         | FeVA                             |
| 2015-16   | Villa Dora (1)                     | 3:2                                | Boca Juniors                       | FeVA                             |
| 2017      | Gimnasia (La Plata) (4)            | 2 - 0                              | Vélez Sarsfield                    | FeVA                             |
| 2018      | Boca Juniors (5)                   | 2 - 1                              | San Lorenzo                        | FeVA                             |
| 2019      | Boca Juniors (6)                   | 2 - 1                              | San Lorenzo                        | FeVA                             |
| 2020      | Liga suspendida a causa de COVID19 | Liga suspendida a causa de COVID19 | Liga suspendida a causa de COVID19 | FeVA                             |
| 2021      | San Lorenzo (1)                    | 2 - 1                              | Gimnasia (La Plata)                | FeVA                             |
| 2022      | Boca Juniors (7)                   | 2 - 0                              | Gimnasia (La Plata)                | FeVA                             |
| 2023      | Boca Juniors (8)                   | 2 - 1                              | San Lorenzo                        | FeVA                             |
| 2024      | CEF 5 (1)                          | 2 - 0                              | Estudiantes de La Plata            | FeVA                             |
| 2025      | Gimnasia (La Plata) (5)            | 2 - 0                              | Estudiantes de La Plata            | FeVA                             |

1. 1 2 3 4 5 6  Final a partido único.

## Palmarés
| Equipo                            | Campeón | Subcampeón | Temporadas como campeón                                    |
| --------------------------------- | ------- | ---------- | ---------------------------------------------------------- |
| Boca Juniors                      | 8       | 8          | 2010-11, 2011-12, 2013-14, 2014-15, 2018, 2019, 2022, 2023 |
| Gimnasia y Esgrima La Plata       | 5       | 4          | 1999-00, 2000-01, 2002-03, 2017, 2025                      |
| River Plate                       | 4       | 0          | 1998-99, 2004-05, 2005-06, 2006-07                         |
| Banco Nación                      | 3       | 3          | 2007-08, 2008-09, 2009-10                                  |
| Gimnasia y Esgrima (Buenos Aires) | 3       | 0          | 1996-97, 1997-98, 2003-04                                  |
| San Lorenzo de Almagro            | 1       | 3          | 2021                                                       |
| Vélez Sarsfield                   | 1       | 2          | 2012-13                                                    |
| Villa Dora                        | 1       | 1          | 2015-16                                                    |
| CEF 5                             | 1       | 0          | 2024                                                       |
| Universidad de Buenos Aires       | 1       | 0          | 2001-02                                                    |
| Estudiantes de La Plata           | 0       | 2          |                                                            |
| Náutico Hacoaj                    | 0       | 2          |                                                            |
| Asociación Bancaria               | 0       | 1          |                                                            |
| Club Bell Voley                   | 0       | 1          |                                                            |
| Estudiantes de Paraná             | 0       | 1          |                                                            |